# Astragalus distinens
Astragalus distinens es una especie de planta del género Astragalus, de la familia de las leguminosas, orden Fabales.

## Distribución
Astragalus distinens se distribuye por Argentina (Buenos Aires, Catamarca, Córdoba, Entre Ríos, Jujuy, La Pampa, Mendoza, Salta, Santiago del Estero, Santa Fe, San Luis y Tucumán) y Uruguay (Colonia, Montevideo, Río Negro, San José y Soriano).

## Taxonomía
Fue descrita científicamente por Macl. Fue publicado en Reports of the Princeton University Expeditions to Patagonia 1896-1899... Botany 8: 505 (1905).